# HMS Scorpion (1746)
Pour les autres navires du même nom, voir HMS Scorpion.
Le HMS Scorpion est un sloop de la Royal Navy britannique armé de 14 canons, qui sert pendant la guerre de Sept Ans (1756-1763).
Commandé le 5 avril 1745, il est construit sous la supervision des ingénieurs James Wyatt et John Major aux chantiers navals de Bucklers Hard situés sur la Beaulieu River dans le Hampshire en Angleterre et lancé le 8 juillet 1746.
En 1759, il prend part aux siège de Québec au sein de la flotte commandée par l'amiral Saunders, son commandement est confié à John Jervis qui le ramène en Angleterre.
Il est coulé en mer d'Irlande le 23 septembre 1762.

## Sources et bibliographie
- (en) Cet article est partiellement ou en totalité issu de l’article de Wikipédia en anglais intitulé « HMS Scorpion (1746) » (voir la liste des auteurs).
- (en) J. J. Colledge et Ben Warlow, Ships of the Royal Navy: The Complete Record of All Fighting Ships of the Royal Navy, Londres, Chatham, 2006 (1re éd. 1969), 359 p. (ISBN 978-1-86176-281-8, OCLC 67375475)
- Rif Winfield, British Warships in the Age of Sail, 1714-1792: Design, Construction, Careers and Fates, Seaforth Publishing, 2007,  (ISBN 978-1-84415-700-6).